# Quatuor à cordes no 3 de Hindemith
Pour les articles homonymes, voir Quatuor à cordes no 3.

Le Quatuor à cordes no 3 en ut majeur est le troisième des sept quatuors de Paul Hindemith.
Composé en 1920, à l'âge de 25 ans (soit deux ans après son deuxième et un an avant son quatrième quatuor), il a été écrit en moins de deux mois, et son dernier mouvements en moins de  deux jours.
Créé avec un immense succès en 1921 à l'occasion des Journées musicales de Donaueschingen, il permit au quatuor Amar de se constituer. En effet, le quatuor prévu dans un premier lieu pour la création recula devant la difficulté de l'œuvre. En conséquence, Paul Hindemith fut prié de prendre lui-même part à la création de son œuvre. Il y tint la partie d'alto, son frère Rudolf celle du violoncelle. Les deux violons, Lico Amar et Walter Caspar, membres du quatuor de Mannheim, furent suggérés par l'organisation des journées musicales de Donaueschingen. L'ensemble ainsi constitué devint par la suite un quatuor très réputé, le quatuor Amar.

## Structure
L'œuvre fait trois mouvements et sa durée d'exécution est d'environ une demi-heure. 
1. Animé et très énergique - Très animé - Allegro maestoso - Très sauvage
2. Très lent
3. Finale: Extrêmement animé - Presto